# Vril társaság
A Vril társaság (németül Vril-Gesellschaft) vagy más néven a Fény Páholya egy állítólag 1919-ben vagy 1920-ban Karl Haushofer által Berlinben létrehozott ezoterikus társaság, a Thule Társaság legbelsőbb köreinek elit társasága. A Vril társaság nevében szereplő vril egy állítólagos mindent átható természeti erő, hatalmas energiaforrás.

## Vril
A vril egy energiafajta, amelynek részletes leírása Sir Edward Bulwer-Lytton: The Coming Race című, 1871-ben névtelenül megjelentetett könyvében (bár a szerző kiléte nem maradt titokban), egy korai science-fictionnak tekinthető regényben található.
A regényben egy független, tehetős utazó az elbeszélő, aki megtalálja az utat egy földalatti világba, amelyet angyalokhoz hasonlatos lények laknak, akik magukat Vril-ya-nak nevezik. A főhős hamarosan megtudja, hogy ők egy vízözön előtti civilizáció leszármazottai, egy felsőbbrendű faj. Föld alatti járatokkal összekötött üregekben laknak, technológiájuk által fenntartott Utópiában élnek. Ennek a technológiának az alapja a vril-nek nevezett mindent átjáró fluidum, látens energiaforrás, amelyet tökéletesen uralnak és akaraterejükkel irányítanak spirituálisan felemelkedett mesterei. Az uralom foka az örökletes rendszerben való elhelyezkedéstől függ, ám rendkívüli erővel ruházza fel őket.
A képességek közé tartozik a gyógyítás, élőlények és tárgyak megváltoztatása vagy elpusztítása – a pusztítóerő különösen erős; néhány Vril-ya gyermek képes szükség esetén városokat megsemmisíteni. Az elbeszélő azt sugallja, hogy amikor a Vril-ya kifogy a lakható területből, a földfelszínen keres majd új területeket, elpusztítva az emberiséget.
A Vril-ya a pusztítástól a gyógyításig változatos célokra használja a vril-t. Zee, az elbeszélő vendéglátójának lánya elmondja, hogy a vril a leghatalmasabb hatóerő minden anyag felett, legyen az élő vagy élettelen. Villámként ölhet, de gyógyíthat is, feltöltheti az életerőt. Utat vág a szilárd anyagba, a fénye állandóbb, lágyabb és egészségesebb minden más éghető anyag fényénél. Gépezeteket hajtó erőforrás. A vril-t mentális koncentráció vagy a vril pálca segítségével fogják igába.
A vril pálca a vril vezérlésére szolgáló botszerű tárgy. Az elbeszélő szerint a bele vájt kezelőszervekkel alakítható, változtatható és irányítható a vril, rombolásra vagy gyógyításra. A pálca körülbelül sétabot méretű, de hosszabbítható és rövidíthető is, a használó igényei szerint. Kinézete és a funkciója változó, nemtől, kortól, egyebektől függően más és más. Egyesek pusztításra jobban használhatók, mások inkább gyógyításra. A gyermekek pálcája jóval egyszerűbb a bölcsekénél, a feleségek és anyák pálcáiból hiányzik a pusztító rész míg a gyógyító rész hatékonyabb. A rombolóerő olyan nagy, hogy a rúd réséből előtörő tűz, melyet egy gyermek keze irányít, széthasíthatja a legerősebb erődöt, vagy utat vághat egy támadó seregben az élcsapattól az utóvédig. Ha azonban az összecsapásban mindkét sereg vril-erőt használ, akkor mind a kettő megsemmisül.
A Vril-ya a vril-t fürdőkre is használja: 
Szokásuk, hogy bizonyos meghatározott időszakonként, de nem túl gyakran, talán négyszer egy évben, egészséges állapotban vril-lel töltött fürdőt vesznek. Úgy tartják, hogy ez a folyadék, ha takarékosan használják, nagy táplálója az életnek; de ha egészséges állapotban túlzásba viszik a használatát, inkább ellentétes a hatása és lemeríti az életerőt. Majdnem minden betegségük esetén azonban ehhez az eszközhöz fordulnak, mint a természet legnagyobb segítőjéhez, hogy megszabaduljanak a bajtól.

## Vril társaság – publikációk
A Vril-társaság létezésére vonatkozó állítás először Jacques Bergier és Louis Pauwels 1959-ben megjelent Le Matin des Magiciens c. könyvében bukkant fel. Az információ eredeti forrása Willy Ley, egy német rakétaszakértő, aki 1933-ban elmenekült Németországból és végül az USA-ban telepedett le. 
Itt 1947-ben publikált egy esszét az Astounding Science Fiction magazinban Pseudoscience in Naziland (Áltudomány Náciföldön) címen, amelyben leírja, hogy létezett egy titkos társaság, amely a vril keresésének szentelte magát. Pauwels és Bergier később találkozott Ley-jel, és az ő közlése alapján részletesebben kifejtették ezt a témát. Szerintük létezett ez a pre-náci titkos társaság, a Thule Társaság belső köreként. Louis Pauwels Monsieur Gurdjieff c. könyvében állítja, hogy a társaság alapítója Karl Haushofer tábornok, aki Georges Gurdjieff orosz mágus és metafizikus tanítványa volt. Pauwels később Gurdjieffre vonatkozó sok állítását visszavonta, azonban ez mit sem változtatott a Vril-társaság létezésére vonatkozó hiedelmeken. Következő könyvük, az 1962-ben Svájcban megjelent Aufbruch ins dritte Jahrtausend bővebben ír a társaságról, de homályban hagyja azt a kérdést, hogy a történet tiszta spekuláció vagy valóság. A könyv több kiadást is megért a 60-as, 80-as és 90-es években.
Wilhelm Landig német szerző hozta kapcsolatba a Vril társaságot a náci UFO-kkal és a magas rangú nácik Antarktiszra való menekülésével.
Landig a Bécsi Kör avagy Landig-csoport alapítója volt és háború utáni okkult-náci propagandista, termékeny legendagyártó. Az ő nevéhez fűződnek az olyan legendák, mint például a Fekete Nap mint energiaforrás, német titkos sarki bázisok, a náci UFO-legenda. 
ld: https://en.wikipedia.org/wiki/Wilhelm_Landig
Michael Fitzgerald történész két könyvet publikált a Vril társaságról, amelyekben a társaság valós létezését és abban Hitler tagságát próbálja bizonyítani.
- Michael FitzGerald, Storm Troopers of Satan (Robert Hale, 1990)
- Michael FitzGerald, Adolf Hitler: A Portrait (Spellmount, 2006)

1992-ben megjelent a Norbert Jürgen-Ratthofer és Ralf Ettl által írt Das Vril-Projekt c.könyv, ebben összekapcsolják a Vril-társaságot a korábbi Náci UFO-mítosszal.
1993-ban Jan Udo Holey jobboldali szerző, írói álnevén Jan van Helsing, publikálta Geheimgesellschaften und ihre Macht im 20. Jahrhundert c. könyvét, melyben a titkos társaságokról ír.
Ellenőrizhető bizonyítékok a társaság létezésére a mai napig nem kerültek elő.

## A társaság feltételezett története

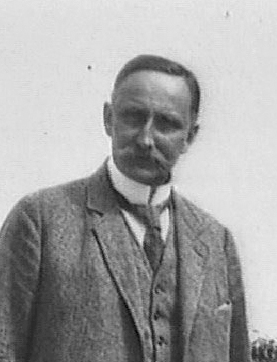
Karl Haushofer

A Vril-társaság 1919-ben alakult, eredetileg Össznémet Metafizikai Társaság (Alldeutsche Gesellschaft für Metaphysik) néven, 1920-ban vette fel a Vril-társaság belső nevet, de ez a külvilág számára nem volt ismert. 
Alapítója a Thule Társaság tagja, Karl Haushofer, más vélemények szerint a Thule Társaság Nagymestere, Dietrich Eckart. A társaság deklarált célja az árja faj eredetének kutatása. Más vélemények szerint az igazi cél az árja faj elit emberei kitenyésztése, a világ germán faj által gyakorolt hegemóniája, és hogy a természetfeletti erőket felhasználva leigázzák a világot.
A társaság magját egy női médiumcsoport képezte, vezetőjük egy Thule társasági tag, a zágrábi 
Maria Orsitsch (Orsic) médium, aki állítása szerint kapcsolatban állt az Alfa Taurin élő árja 
földönkívüliekkel, az Aldebaran rendszerben. Ezek az idegenek a régmúltban meglátogatták a Földet és 
települést hoztak létre Sumériában, valamint hogy a vril szó is sumér eredetű, eredetileg 
Vri-Il, aminek jelentése isteni. Szó esik egy másik médiumról is, ő lenne a Sigrun 
néven ismert médium, ami a Sigrune név egy formája – Sigrune valkür, egyik Wotan kilenc lánya közül.
A társaság koncentrációs gyakorlatok révén akarta fölébreszteni a vril-erőt (amely a nem beavatottak számára elérhetetlen, érzékelhetetlen), ennek segítségével kívánták megvalósítani céljukat, az űrutazást – (Raumflug), hogy elérjék az Aldebarant.
A cél érdekében a Vril társaság félretette a férfiakkal szembeni idegenkedését és egyesült a Thule Társasággal és a DHvSS (den Herren vom Schwarzen Stein, a Fekete Kő Urai) társasággal, hogy az Aldebaraniak üzenetei alapján megalkossanak egy interdimenzionális repülésre alkalmas berendezést.
A társaságba tartozott állítólag Adolf Hitler, Alfred Rosenberg, Heinrich Himmler, Hermann Göring és Hitler személyi orvosa, Dr. Theodor Morell is. Ők eredetileg a Thule társaság tagjai, akik még 1919-ben léptek be a Vril-be. A Thule társaság egy évvel később, 1920-ban alapította a NSDAP-t (Nationalsozialistische Deutsche Arbeiterpartei).
Hitler hatalomra kerülése után 1933-ban a Thule- és a Vril-társaság állítólag hivatalos állami támogatást kapott a korongrepülők fejlesztésének folytatásához, amiket űrrepülésre és harci célokra akartak felhasználni. A fejlesztés különböző fázisokban folytatódott.
1937-ben kezdődött a RFZ (Rundflugzeug, Körrepülő) tervezet, amiben 6 modellt teszteltek a Vril felügyelete alatt, míg a Thule egy speciális SS-osztagot irányított, az E-IV részleget, amely alternatív energiákkal foglalkozott. A Thule külön hajtóművön (Tachyonator-7) és körrepülőn is dolgozott, 1935-től 1939-ig, ennek a neve volt H-Gerät, vagy Hauneburg-készülék, rövidítve Haunebu, ill. RFZ-5.
1941-ben a Vril újabb hajtóművével szerelték fel a RFZ-7 átalakított változatát, ez lett a Vril-1 Jäger (Vadász)
1941-ben Hitler megszüntette a titkos társaságokat, ekkor mind a Thule, mind a Vril társaság beolvadt az SS E-IV egységébe. A Vril-társaság a továbbiakban a "Die Kette" - a Lánc néven szerepelt, ez a tagjai között lévő mentális kapcsolatra utalt. A Vril-tagok kapcsolatban álltak Canarissal (Abwehr) és az Ahnenerbe hivatallal, valamint együttműködtek az Arado repülőgépgyár mérnökeivel.
1944-re elkészült egy újabb konstrukció, a Vril-7 Geist (Szellem), egy 139 méter hosszú hengeres anyahajó, amelyet Andromeda-Gerät (Androméda-gépezet) néven is neveztek, és amely képes volt az interdimenzionális repülésre.
1945 után Maria Orsic és a Vril társaság titokzatos módon eltűnt. Ebből bizonyos misztikus körök arra következtettek, hogy a társaság sikerrel járt, és az Aldebaranra távozott. Más jelek szerint a társaság csak illegalitásba vonult, és a közelmúltban újjáalakult Causa Nostra Vril néven.
Nincs bizonyíték arra, hogy valaha is elkészült volna működő prototípus ezekből a gépekből. A Vril-társaság létezésére sincs bizonyíték, az erre vonatkozó állítások csak szóbeszéden és utólagos kompilációkon alapulnak. További bizonyíthatatlan állítások az interdimenzionális utazás képessége, a médiumok kommunikációja az aldebarani lényekkel. Ezek és a kapcsolódó többi legendaelem valószínűvé teszi, hogy egy összeesküvés-elméletről van szó.